# جائزة موناكو الكبرى 1977
جائزة موناكو الكبرى 1977 هو سباق فورمولا 1 أقيم بتاريخ 22 مايو 1977 في حلبة موناكو. كان السادس من أصل 17 في بطولة العالم لسباقات الفورمولا واحد موسم 1977. حلّ الجنوب أفريقي جودي شيكتر أولا بينما جاء النمساوي نيكي لاودا في المركز الثاني وحصل على المركز الثالث الأرجنتيني كارلوس ريوتيمان.